# Gidy

Gidy este o comună în departamentul Loiret din centrul Franței. În 1 ianuarie 2022 avea o populație de 2.015 de locuitori.